# HD152771
HD152771 — хімічно пекулярна зоря спектрального класу A0, що має видиму зоряну величину в смузі V приблизно  8,3.
Вона  розташована на відстані близько 1370,4 світлових років від Сонця.

## Пекулярний хімічний склад
Зоряна атмосфера HD152771 має підвищений вміст 
Si
.